# Ariamnes
Ariamnes — рід аранеоморфних павуків родини павуків-тенетників (Theridiidae). Містить 33 види.

## Поширення
Рід поширений в Азії, Африці, Південній Америці, Океанії, Карибському басейні, Коста-Риці та Мексиці.

## Опис
Деякі види мають сильно витягнуте черевце, що робить їх схожими на прутик.

## Види
- Ariamnes alepeleke Gillespie & Rivera, 2007 — Гаваї
- Ariamnes attenuatus O. Pickard-Cambridge, 1881 — Коста-Рика, Кариби, Південна Америка
- Ariamnes birgitae Strand, 1917 — М'янма
- Ariamnes campestratus Simon, 1903 — Габон, Республіка Конго
- Ariamnes colubrinus Keyserling, 1890 — Австралія
- Ariamnes columnaceus Gao & Li, 2014 — Китай
- Ariamnes corniger Simon, 1900 — Гаваї
- Ariamnes cylindrogaster Simon, 1889 — Китай, Лаос, Корея, Тайвань, Японія
- Ariamnes flagellum (Doleschall, 1857) (type) — Південно-Східна Азія, Австралія
- Ariamnes haitensis (Exline & Levi, 1962) — Гаїті
- Ariamnes helminthoides Simon, 1907 — Гвінея-Біссау
- Ariamnes hiwa Gillespie & Rivera, 2007 — Гаваї
- Ariamnes huinakolu Gillespie & Rivera, 2007 — Гаваї
- Ariamnes jeanneli Berland, 1920 — Східна Африка
- Ariamnes kahili Gillespie & Rivera, 2007 — Гаваї
- Ariamnes laau Gillespie & Rivera, 2007 — Гаваї
- Ariamnes longissimus Keyserling, 1891 — Перу, Бразилія
- Ariamnes makue Gillespie & Rivera, 2007 — Гаваї
- Ariamnes melekalikimaka Gillespie & Rivera, 2007 — Гаваї
- Ariamnes mexicanus (Exline & Levi, 1962) — Мексика, Куба
- Ariamnes patersoniensis Hickman, 1927 — Австралія
- Ariamnes pavesii Leardi, 1902 — Індія, Шрі-Ланка
- Ariamnes petilus Gao & Li, 2014 — Китай
- Ariamnes poele Gillespie & Rivera, 2007 — Гаваї
- Ariamnes rufopictus Thorell, 1895 — М'янма
- Ariamnes russulus Simon, 1903 — Екваторіальна Гвінея
- Ariamnes schlingeri (Exline & Levi, 1962) — Перу
- Ariamnes setipes Hasselt, 1882 — Індонезія
- Ariamnes simulans O. Pickard-Cambridge, 1892 — Індія
- Ariamnes triangulatus Urquhart, 1887 — Нова Зеландія
- Ariamnes triangulus Thorell, 1887 — М'янма
- Ariamnes uwepa Gillespie & Rivera, 2007 — Гаваї
- Ariamnes waikula Gillespie & Rivera, 2007 — Гаваї